# ألفرد بيرغر
ألفرد بيرغر (بالألمانية: Alfred Berger)‏ هو مجدف نمساوي، ولد في 25 أغسطس 1894 في فيينا في النمسا، وتوفي في 11 يونيو 1966.

## وصلات خارجية
- ألفرد بيرغر على موقع أوليمبيديا (الإنجليزية)